# Нестерянська сільська рада
| Нестерянська сільська рада — колишній орган місцевого самоврядування в Оріхівському районі Запорізької області з адміністративним центром у селі Нестерянка. Історична дата утворення: 1 вересня 1991 року. Сільраді були підпорядковані населені пункти: - c. Нестерянка |

## Склад ради
Рада складається з 16 депутатів та голови.

### Керівний склад ради
| ПІБ                           | Основні відомості                                                 | Дата обрання | Дата звільнення |
| ----------------------------- | ----------------------------------------------------------------- | ------------ | --------------- |
| Дернова Тетяна Миколаївна     | Сільський голова, 1963 року народження, освіта, позапартійна      | 26.03.2006   | 31.10.2010      |
| Невмержицька Олена Михайлівна | Сільський голова, 1963 року народження, освіта вища, позапартійна | 31.10.2010   |                 |

Примітка: таблиця складена за даними джерела

## Пам'ятки
На території сільської ради, на захід від села Нестерянка розташований ландшафтний заказник місцевого значення Балка Нестерянська.